# Chan Santokhi
Chandrikapersad Santokhi (ur. 3 lutego 1959 w Lelydorp) – surinamski polityk, minister sprawiedliwości i policji w latach 2005-2010. Kandydat w wyborach prezydenckich w 2010. Prezydent od 16 lipca 2020 do 16 lipca 2025.

## Życiorys
Urodził się w 1959 w Lelydorp. W latach 1978–1982 studiował na Akademii Policyjnej w Apeldoorn w Holandii. Po ukończeniu szkoły podjął pracę w policji. W czasie swojej służby zajmował stanowisko szefa Komendy Głównej Policji oraz szefa Wydziału Sądowego Korpusu Policyjnego Surinamu.
1 września 2005 z ramienia Postępowej Partii Reform (nider. Vooruitstrevende Hervormingspartij, VHP) objął urząd ministra sprawiedliwości i policji w gabinecie prezydenta Ronalda Venetiaana. 16 lipca 2010 został mianowany kandydatem w wyborach prezydenta Surinamu z ramienia koalicji Nowy Front na rzecz Demokracji i Rozwoju (nider. Nieuwe Front voor Democratie en Ontwikkeling, NF), w skład której wchodziła VHP. W wyborach prezydenckich 19 lipca 2010 zdobył 13 głosów poparcia i przegrał z Désim Bouterse, który uzyskał 36 głosów. 13 sierpnia 2010 opuścił stanowisko ministra.